# Lilla gölen, Närke
Lilla gölen är en sjö i Askersunds kommun i Närke och ingår i Motala ströms huvudavrinningsområde. Sjöns area är 0,004 kvadratkilometer och den är belägen 120 meter över havet.